# Mainasahasrabahu
Mainasahasrabahu – gaun wikas samiti we wschodniej części Nepalu w strefie Sagarmatha w dystrykcie Saptari. Według nepalskiego spisu powszechnego z 2001 roku liczył on 656 gospodarstw domowych i 4031 mieszkańców (1700 kobiet i 2331 mężczyzn).